# Bánh Thiểm Tây

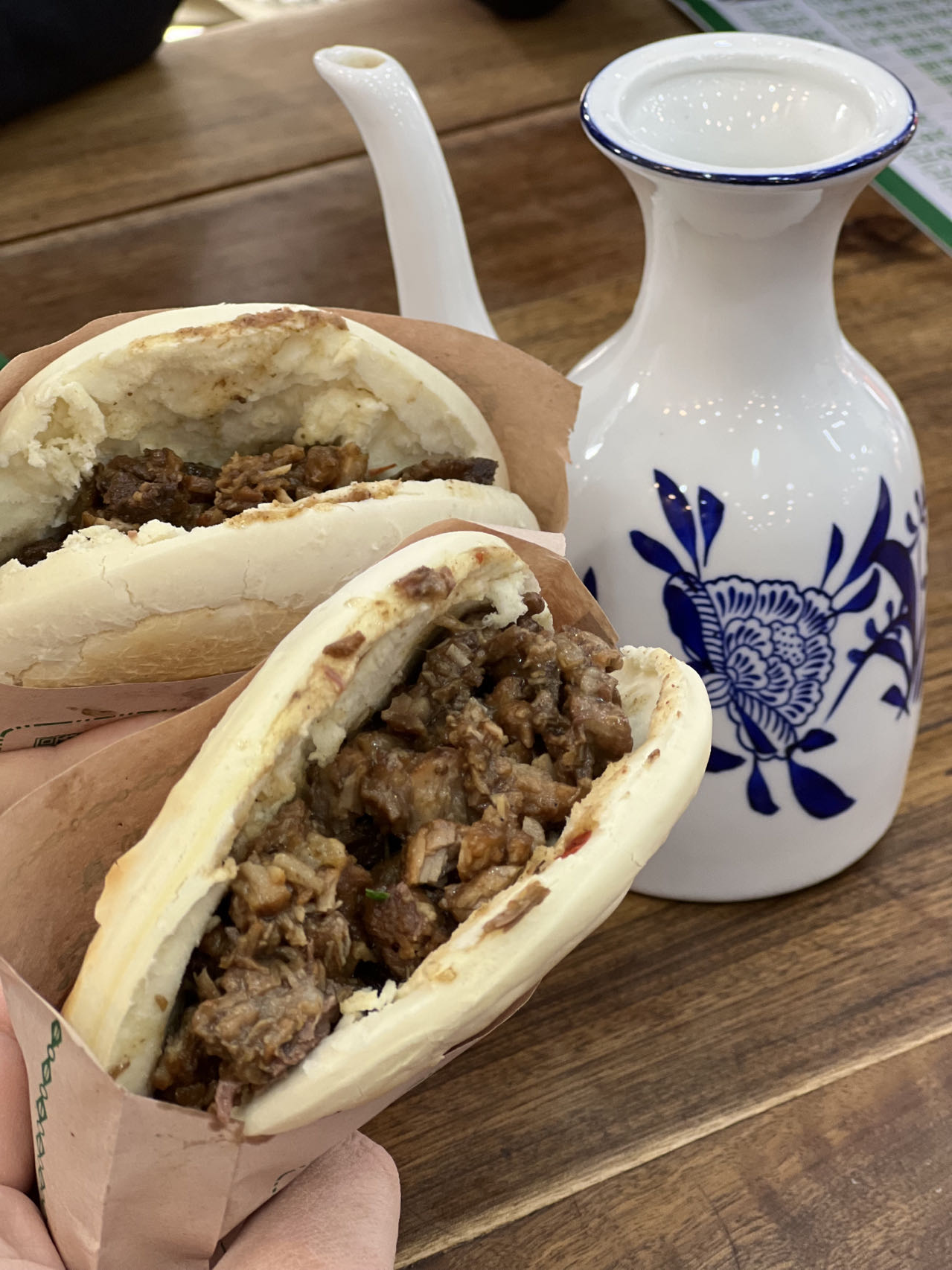
Bánh Thiểm Tây

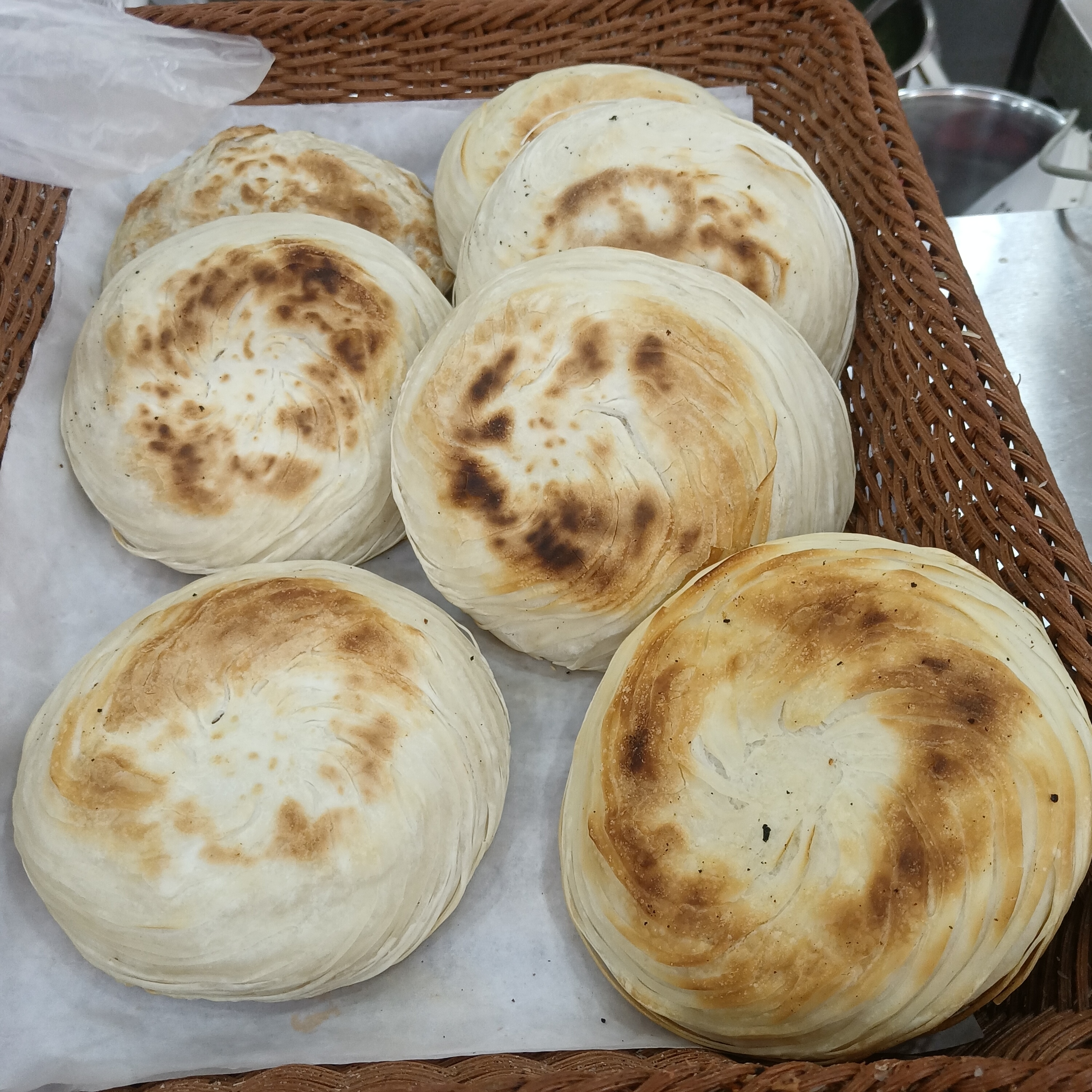
Vỏ bánh Thiểm Tây

Bánh Thiểm Tây (tiếng Trung: 肉夹馍/ròujiāmó, nghĩa là bánh kẹp thịt) là một món thức ăn đường phố có nguồn gốc từ tỉnh Thiểm Tây, Trung Quốc, loại bánh này được xem là một trong những món ăn đường phố lâu đời nhất của Trung Quốc, được cho là đã xuất hiện từ thời nhà Tần còn việc băm thịt được cho có nguồn gốc từ thời nhà Chu bên Tàu, loại bánh này được ví như "Hamburger Trung Quốc" do có kết cấu gồm vỏ bánh mì, nhân kẹp thịt, sốt như kiểu bánh mỳ kẹp kiểu phương Tây. Tuy nhiên, vì con người đã biết cách chế biến nhồi thịt vào bánh mì trên khắp thế giới trong nhiều thế kỷ nên không biết điều này được thực hiện đầu tiên ở phương nào. Năm 2016, bánh mì kẹp Thiểm Tây được chính quyền Thiểm Tây công nhận là di sản văn hóa cấp tỉnh.

## Đặc điểm
Bánh làm từ bột mì, có dạng khối dẹt, hình tròn, được nướng giòn rộp, kẹp bên trong là thịt hầm thấm đẫm gia vị đặc trưng. Bột được nhào kỹ, ủ đủ thời gian để đạt độ đàn hồi tốt, sau đó cán mỏng. Vỏ bánh trước khi nhồi nhân sẽ phết dầu và nướng ở 200 độC trong 3 phút. Cách nướng này giúp bánh giòn bên ngoài nhưng vẫn giữ được độ mềm bên trong, khác với phương pháp chiên ngập dầu truyền thống. Bánh có hương vị đậm đà, lớp vỏ bánh giòn cùng phần nhân thịt hầm mềm. Bánh Thiểm Tây có nhiều phiên bản nhân, từ thịt heo, thịt bò đến thịt cừu. Phần nhân làm từ chân giò heo và thăn bò giúp thịt khi hầm vẫn giữ nguyên thớ, không bị nát, có nạc, có mỡ và da để tạo độ béo vừa phải và trông núng nính. Thịt ướp với quế, hồi, dầu hào, nước tương và nhiều loại gia vị khác, ninh 12 tiếng, món có hơn 30 loại hương liệu, vị cay và nhiều dầu mỡ. Khi làm bánh, thịt được lấy một phần để băm nhỏ, trộn đều với nước sốt để giữ độ mọng. Nhân thịt heo sẽ có thêm rau tần ô (cải cúc), củ cải vàng và sa tế ớt, thay vì ớt xanh. Loại bánh nhân bò không có rau xanh, thay củ cải vàng bằng dưa chua, kết hợp cùng sa tế và bơ đậu phộng, tạo nên hương thơm và vị béo ngậy.